# 스키 아카데미
스키 아카데미(Ski Patrol)는 미국에서 제작된 리치 코렐 감독의 1990년 영화이다. 로저 로즈 등이 주연으로 출연하였고 도널드 L. 웨스트 등이 제작에 참여하였다.

## 출연

### 주연
- 로저 로즈
- 이벳 니파
- T.K. 카터

### 조연
- 레슬리 조던
- 폴 페이그
- 조지 로페즈
- 코빈 팀브룩
- 데보라 로즈

## 제작진
- 의상: 앤지 벡켓
- 배역: 파멜라 바스커